# 카마 타르칸
카마 타르칸은 흑해의 북쪽 스텝에 있었던 전설적인 조상왕으로 《알틴 오바 호르데》 문헌에 언급되어 있다.
그는 카스피해 서쪽에 나타난 훈족과 관련된 추장으로, 타키투스에 따르면, 1세기경 가뭄, 탄저병, 북흉노에 대한 반초(班超)의 원정으로 인한 퇴각이었다.

## 같이 보기
- 훈의 군주
- 훈족
- 흉노
- V.Zlatarski, Izvestieto na Mihail Sirijski za preselenieto na bylgarite. - V: Izbrani proizvedenija, I., S., 1972, s.52

| 전 대 흉노 (알려지지 않음) | 제1대 훈족 군주 (생년 미상) - (몰년 미상) | 후 대 분트 |